# طيب هارب
الطيب الهارب The fugitive kind هو فيلم صدر في عام 1960، من إخراج سيدني لوميت مبني على مسرحية ذات فصل واحد للكاتب تينيسي وليامز بعنوان "هبوط أورفيوس". يشارك في بطولته مارلون براندو بدور الشخصية الرئيسية فال زافيير، إلى جانب آنا ماغناني وجوان وودوارد.

## ملخص الفيلم
تدور القصة حول فال زافيير، الهارب الذي يحمل ماضيًا غامضًا، والذي يصل إلى بلدة صغيرة في الجنوب. يتمتع بجاذبية شخصية ويحمل معه غيتارًا، الذي يرمز إلى روحه الفنية ورغبته في الحرية. سرعان ما ينغمس فال في حياة سكان المدينة، وخاصة مع ليدي تورانس، التي تجسدها آنا مانغاني، وهي امرأة قوية محاصرة في زواج بلا حب مع رجل عنيف.

## النقاط الرئيسية في الحبكة
1. الوصول إلى المدينة: يصل فال إلى البلدة بحثًا عن عمل ويجذب الانتباه سريعًا بمظهره الجذاب وسحره. ومع ذلك، تثير وجوده توترًا بين السكان المحليين.
2. العلاقة مع ليدي تورانس: تشعر ليدي، التي تدير متجرًا عامًا، بالاختناق في زواجها. تجد العزاء والشغف في علاقتها مع فال، مما يدفعها للحلم بالهروب من حياتها القاسية.
3. الصراع: يستكشف الفيلم مواضيع الكبت، والرغبة، والتحامل الاجتماعي. يجلب وجود فال في المدينة التوترات الكامنة إلى السطح، خاصةً مع الرجال المحليين الذين يشعرون بالتهديد من قبله.
4. الذروة التصادمية: تتجه القصة نحو ذروة تصادمية تعكس الطبيعة العنيفة والمدمرة للعواطف البشرية والمعايير الاجتماعية.
5. مواضيع الحرية والكبت: يمثل فال الصراع من أجل الحرية الشخصية في مجتمع يسعى إلى كبت الفردية. يتصارع الشخصيات مع رغباتهم والواقع القاسي لحياتهم.

## الشخصيات
- فال زافيير (مارلون براندو): هارب ذو ماضٍ مضطرب يسعى للحرية والاتصال.
- ليدي تورانس (آنا مانغاني): امرأة قوية ومتحمسة محاصرة في زواج غير سعيد تسعى للحب والتحرر.
- جوك (فيكتور جوري): زوج ليدي المسيء الذي يجسد القوى القامعة في حياتها.
- كارول (جوان وودوارد): فتاة محلية تنجذب إلى فال وتمثل براءة وفضول الشباب.

## المواضيع في الفيلم
1. العزلة والاتصال: يسلط الفيلم الضوء على صراعات الشخصيات مع الوحدة ورغبتهم في علاقات ذات مغزى.
2. الكبت مقابل الحرية: يستكشف الصراع بين التوقعات الاجتماعية والرغبات الشخصية، موضحًا كيف يمكن أن تكبت المعايير الاجتماعية الفردية.
3. الحب والرغبة: تسلط العلاقات العاطفية المعقدة بين الشخصيات الضوء على تعقيدات الحب والاتصال البشري.

## الاستقبال
حصل "الطيب الهارب" على تقييمات مختلطة عند صدوره، لكنه اكتسب اعترافًا على مر السنين بفضل الأداء القوي لمارلون براندو وآنا مانغاني. تستمر استكشافات الفيلم للمواضيع العميقة وتأثيره العاطفي القوي في الت resonando مع الجماهير.
1. ↑  وصلة مرجع: http://www.imdb.com/title/tt0052832/. الوصول: 7 مايو 2016.